# Bruno Mars
Piter Hernandez Mlađi (engl. Peter Hernandez Jr.), poznatiji po svom umetničkom imenu Bruno Mars, američki je kantautor i muzički producent. Postao je poznat nakon pevanja vokala i pisanja teksta pesama Nothin' on You repera B.o.B, i Billionaire pevača Travie McCoy. Takođe, on je autor internacionalnog hita Right Round koju izvodi Flo Rida, i koautor pesme fudbalskog prvenstva u Južnoj Africi, Wavin' Flag koju izvodi K'naan.

## Život i karijera
Piter Hernandez Džunior je rođen i odrastao na Havajima. Otac Piter Hernandez i majka Bernandatte „Berni“ su portorikanskog i filipinskog porekla. Hernandez je jedan od šestoro dece, (brat Erik i sestre Džejmi „Kailani“, Tijara, Tahiti i Presli). Dolazi iz muzičke porodice i to mu pomaže da počne da se bavi regeom, rokom, hip-hopom, i R&B. Od detinjstva bio je impresioniran Majklom Džeksonom i Elvisom Preslijem, pa je izvodio njihove pesme na svojim nastupima. Godine 1990. pojavio se u časopisu Midvik kao „Mali Elvis“. Glumio je Elvisa u mlađim godinama u filmu Honeymoon in Vegas (1992). Pohađao je školu Predsednika Teodora Ruzvelta, koju je završio 2003. godine, kada je imao 17 godina, i ubrzo zatim se seli u Los Anđeles da započne muzičku karijeru. Prvo muzičko pojavljivanje bilo je sa Far*East Movement-om, na njihovom drugom studijskom albumu Animal, gde je pevao u pesmi 3D.
Pre nego što je postao uspešan solo muzičar, bio je poznat kao muzički producent radeći sa imenima kao što su Flo Rida, Alexandra Burke, Travie McCoy, Adam Levine, Brandy, Sean Kingston a pisao je i za Šugabejbs hit pesmu Get Sexy i davao bek vokale na njihovom albumu Sweet 7. Posle uspeha pesme Nothin' On You saopšteno je da će Hernandez izdati svoj debitantski Extended Play, koji je nazvan  11. maja 2010. Njegov debi singl nazvan Just the Way You Are, sa njegovog predstojećeg albuma, u prodaju je puštena 19. jula 2010. Pesma je dostigla 20 mesto na Bilbord hot 100.

## Diskografija
Studijski albumi
- Doo-Wops & Hooligans (2010)
- Unorthodox Jukebox (2012)
- 24K Magic (2016)

## Spoljašnje veze
- Zvanična stranica
- Fan stranica
- [http://www.billboard.com/#/news/bruno-mars-steps-out-solo-after-hitting-1004089204.story B
- Bruno Mars на веб-сајту